# 科莫鎮區 (明尼蘇達州馬歇爾縣)
科莫鎮區（英語：Como Township）是位於美國明尼蘇達州馬歇爾縣的一個行政鎮區。

## 地方資料
科莫鎮區的面積為94.06平方千米，當中陸地面積為94.60平方千米，而水域面積為0.00平方千米。根據2020年美國人口普查的數據，當地共有人口44人，而人口密度為每平方千米0.47人。